# (5748) Davebrin
(5748) Davebrin est un astéroïde de la ceinture principale.

## Description
(5748) Davebrin est un astéroïde de la ceinture principale. Il fut découvert le 19 février 1991 à l'observatoire Palomar par Eleanor Francis Helin. Il présente une orbite caractérisée par un demi-grand axe de 2,56 UA, une excentricité de 0,15 et une inclinaison de 12,9° par rapport à l'écliptique.

## Compléments